# Pompée Valentin Vastey

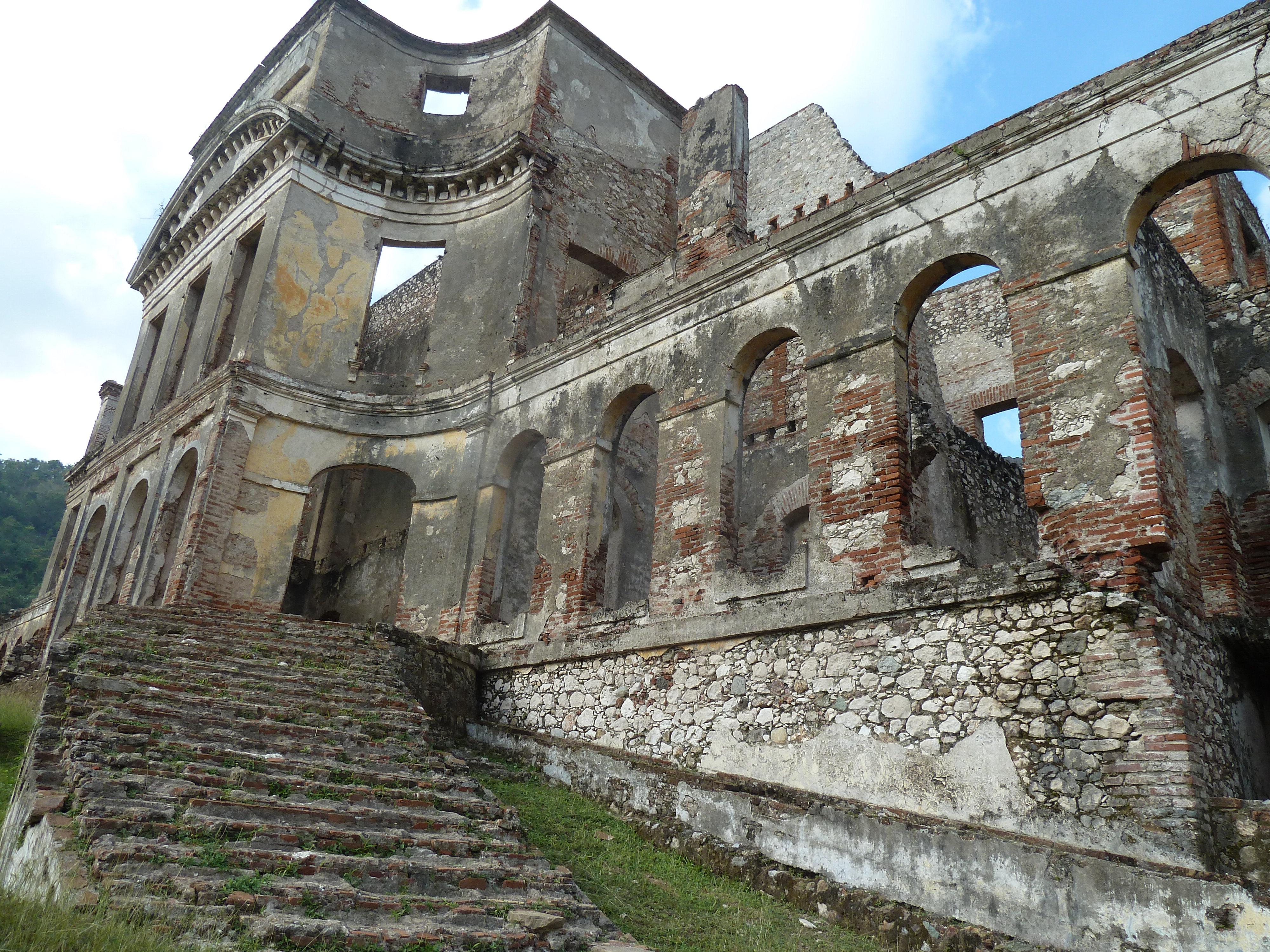
Le palais Sans-Souci, à Milot (Haïti), cadre de l'arrestation du baron de Vastey en 1820.

Jean-Louis Vastey, dit Pompée-Valentin, baron de Vastey (1781-1820), est un écrivain et homme politique haïtien. Témoin oculaire de la révolution haïtienne, il en fut l'un des tout premiers historiens autochtones. Porte-parole du royaume d'Haïti, ardent défenseur de l'indépendance du pays, il laissa derrière lui une dizaine de pamphlets contre l'esclavage et le système colonial. Il fut aussi un farouche opposant aux républicains haïtiens du Sud.

## Biographie
Jean-Louis Vastey est né en 1781 à   savanne carre dans la colonie française de Saint-Domingue. En 1777, son père, Jean-Valentin Vastey, originaire de Jumièges, en Normandie, avait épousé Élisabeth Dumas. Certains historiens la donnent pour sœur de Marie-Cessette Dumas, mère du général Thomas Alexandre Dumas et grand-mère de l'écrivain Alexandre Dumas, une hypothèse réfutée par son biographe qui, par ailleurs,démontre que Vastey n'a jamais porté le prénom de Pompée-Valentin mais celui de Jean-Louis.
En 1804, l'année de l'indépendance autoproclamée d'Haïti, Jean-Louis Vastey est chef de bureau du ministre des Finances, André Vernet, sous le gouvernement de Jean-Jacques Dessalines.
En 1806, Dessalines est assassiné. Vastey reste secrétaire d'André Vernet, au Département des Finances et de l'Intérieur.
En 1807, Henri Christophe fonde une république au nord de l'île. Dans le sillage du ministre Vernet, Vastey passe au service de Christophe.
Le 26 mars 1811, Henri Christophe se proclame roi d'Haïti (Henry Ier). Vastey est nommé secrétaire de la Commission législative chargée de préparer le Code Henry tandis que son mentor, André Vernet sera fait prince des Gonaïves.
En 1814, à la mort du prince des Gonaïves, Vastey est promu secrétaire particulier du roi et devient précepteur du Prince royal Jacques-Victor Henri. Il est élevé au rang de baron. C'est à partir de cette époque que Vastey va s'employer à défendre par écrit la monarchie haïtienne face au retour redouté des Français. Il publie cette année-là Notes à M le baron de V. P. Malouet et surtout Le Système colonial dévoilé où sont répertoriées les exactions commises par les anciens colons et la liste nominative des tortionnaires. Ce livre est considéré comme son œuvre majeure.
Le baron de Vastey va exercer aussi ses talents contre la république haïtienne du Sud présidée par le général Pétion (Le Cri de la conscience, et Le Cri de la patrie, 1815).
En 1816 et 1817, le baron de Vastey poursuit sa guerre de plume avec la France en publiant Réflexions sur une lettre de Mazères puis Réflexions politiques sur quelques ouvrages et journaux français concernant Haïti.
Le 20 août 1819, il est fait chevalier de l'ordre royal et militaire de Saint-Henri et est nommé Maréchal de camp et chancelier. Il publie cette année-là son dernier ouvrage : Essai sur les causes de la révolution et des guerres civiles en Haïti.
Le 8 octobre 1820, l'insurrection populaire se généralise contre le roi. Les insurgés attaquent le Palais Sans Souci. Le roi Henri Christophe se suicide. Dès le lendemain, la foule arrête Vastey, les deux princes royaux et d'autres notables qui seront tous exécutés quelques jours plus tard. L'attitude héroïque du baron face à la mort a été rapportée par les témoins.
La plupart de ses ouvrages ont été réédités par Nabu Press en 2010 dont certains traduits en anglais.

## Distinctions
- Titre de baron (1814)
- Chevalier de l'Ordre militaire de Saint-Henri (20 août 1819)

## Œuvres
- Le Système colonial dévoilé (1814) (Texte en ligne)

Rééditions : L'Harmattan, 2022,  (ISBN 978-2-14-027958-4)
Traductions : Chris Bongie, The colonial system unveiled, édition critique en anglais, Liverpool University Press, 2014.
- Notes à M le baron de V. P. Malouet, en réfutation du IVe volume de son ouvrage, intitulé Collection de Mémoires sur les Colonies, et particulièrement sur Saint-Domingue, etc. (1814) (Texte en ligne)
- Réflexions adressées aux Haïtiens de l'Ouest et du Sud (1815)
- A mes concitoyens haïtiens (1815)
- Le Cri de la patrie (1815)
- Le Cri de la conscience (1815)
- Réflexions sur une lettre de Mazères : ex-colon français, adressée à M.J.C.L. Sismonde de Sismondi, sur les noirs et les blancs, la civilisation de l'Afrique, le royaume d'Hayti, etc. (1816).
- Réflexions politiques sur quelques ouvrages et journaux français concernant Haïti (1817)
- Essai sur les causes de la révolution et des guerres civiles en Haïti (1819)